# 丘普魯峰
丘普魯峰（Cho Polu）是一座位於尼泊爾薩加瑪塔國家公園的山峰，高6695公尺，鄰近知名的島峰與洛子峰。

## 資料來源
1. ↑  http://www.peakware.com/peaks.html?pk=655